# Морийн Стейпълтън
Морийн Стейпълтън (на английски: Maureen Stapleton) е американска актриса. 

## Биография
Морийн Стейпълтън е родена на 21 юни 1925 година в Трой, Ню Йорк. Тя е дъщеря на Джон П. Стейпълтън и Ирен (по рождение Уолш) и израства в строго ирландско-американско католическо семейство.  Баща й е алкохолик и родителите й се разделят по време на нейното детство. 

### Кариера
Морийн Стейпълтън получава множество награди, включително награда Оскар, награда Златен глобус, награда БАФТА, награда Emmy Primetime и две награди Тони, в допълнение към номинация за награда Грами.    
Тя е номинирана за наградата Оскар за най-добра поддържаща женска роля за „Самотни сърца“ (1958), „Летище“ (1970) и „Интериори“ (1978), преди да спечели за изпълнението си, като Ема Голдман в „Червените“ (1981). За „Червените“ Стейпълтън спечели и наградата БАФТА за най-добра актриса в поддържаща роля. Тя е номинирана пет пъти за награди Златен глобус, като спечели Златен глобус за най-добра поддържаща актриса за „Летище“ (1970). Тя е номинирана седем пъти за награди Еми и печели една за телевизионния филм „Сред пътеките към Рая“ (1967). 
Стейпълтън прави своя дебют на Бродуей през 1946 г. в „Плейбой на западния свят“. Печели наградата „Тони“ през 1951 г. за най-добра актриса в пиеса за „Татуировката на розата“ и наградата „Тони“ през 1971 г. за най-добра актриса в пиеса за „(The Gingerbread Lady)“. Тя получава четири допълнителни номинации за наградата „Тони“  и е въведена в Американската театрална зала на славата през 1981 г. 

### Личен живот
Първият съпруг на Стейпълтън е Макс Алентък, генерален мениджър и продуцент. Вторият й съпруг е драматурга Дейвид Рейфийл, с когото тя се развежда през 1966 г.  Тя има син Даниел и дъщеря Катрин от първия си съпруг.  Дъщеря й Катрин Алентък, събира добри отзиви за единствената си роля на „Аги“ във филма „Лятото на 42-ра“. Синът й Даниел Алентък е режисьор на документални филми.
Стейпълтън страда от тревожност и алкохолизъм в продължение на много години и веднъж казва в интервю: „Завесата се спусна и аз отидох във водката.“  Тя също така казва, че нейното нещастно детство е допринесло за нейната несигурност, което включва страх от летене със самолети и возене в асансьори.  Заклет пушач през целия живот, Стейпълтън почива от хронична обструктивна белодробна болест през 2006 г. в дома си в Ленокс, Масачузетс. 

## Избрана филмография
| година | филм       | оригинално заглавие | роля        | режисьор    |
| ------ | ---------- | ------------------- | ----------- | ----------- |
| 1981   | Червените  | Reds                | Ема Голдман | Уорън Бейти |
| 1985   | Какавидите | Cocoon              | Мери        | Рон Хауърд  |